# Les Mille et Une Nuits (film, 1974)
Pour les articles homonymes, voir Les Mille et Une Nuits (homonymie).
Série Trilogie de la vie
Les Contes de Canterbury
(1972)
Pour plus de détails, voir Fiche technique et Distribution.
Les Mille et Une Nuits (Il fiore delle Mille e una notte) est un film italien réalisé par Pier Paolo Pasolini, sorti en 1974.
Ce film est une adaptation de l'ancienne anthologie Les Mille et Une Nuits. C'est le dernier volet de la Trilogie de la vie, après Le Décaméron (1971) et Les Contes de Canterbury (1972). Le personnage principal est joué par le jeune Franco Merli qui a été découvert à cette occasion par Pasolini.
Le film contient beaucoup de nudité, de sexe et de comique visuel. Il préserve l'érotisme et l'emboîtement des récits des Mille et Une Nuits. L'écrivain Robert Irwin le décrit comme « sans doute la meilleure et la plus intelligente adaptation des Mille et Une Nuits au cinéma ».

## Synopsis
L'histoire se déroule il y a bien longtemps, avec en fond une atmosphère orientale et fantastique, en Orient.

### La rencontre de Nourredine et Zoumourrhoud
Le jeune Nourredine achète au marché la fascinante esclave noire Zoumourrhoud. En réalité, c'est elle qui l'a choisi, car elle trouve en lui bonté et beauté. Comme Noredine n'a pas d'argent, c'est elle-même qui le lui remet pour qu'il puisse l'acheter. Une fois qu'il a payé les 1 000 dinars, Nourredine porte Zoumourrhoud dans sa maison où ils passent ensemble une nuit d'amour heureuse et passionnelle.

### Le poète Sioum et les trois jeunes gens
Le jour suivant, l'esclave sage et cultivée  lit une histoire à son amant : dans un pays inconnu, un vieux poète, Sioum, voyage avec son escorte. Il s'arrête dans un petit village au bord d'une rivière pour se rafraîchir et invite trois jeunes gens dans sa tente pour leur lire ses vers.

### Le roi Haroun, la reine Zeudi et le jeune couple
Sioum raconte une histoire : un couple royal, Haroun et Zeudi, cherche à découvrir comment les jeunes réussissent à éprouver de l'amour l'un pour l'autre et surtout quelles peuvent en être les conséquences. La reine affirme que, dans un couple, le plus laid tombe amoureux de la plus belle ou vice-versa, mais Haroun veut soumettre cette hypothèse à l'expérience. Par conséquent, les deux choisissent un garçon et une fille et les invitent à se reposer sous une tente après avoir bu un soporifique, sans que l'un ne connaisse l'autre. Lorsque les deux jeunes sont endormis, ils réveillent d'abord le garçon. Celui-ci voit la jeune fille et la possède sans que celle-ci ne se réveille, puis retourne se coucher. Les époux royaux réveillent ensuite la jeune fille qui fait comme le jeune homme, en se mettant au lit avec lui, puis elle se recouche. Haroun et Zeudi concluent que les jeunes sont deux âmes jumelles, faites l'une pour l'autre, deux pleines lunes dans le même ciel.

### Nourredine perd Zoumourrhoud et tente de la trouver

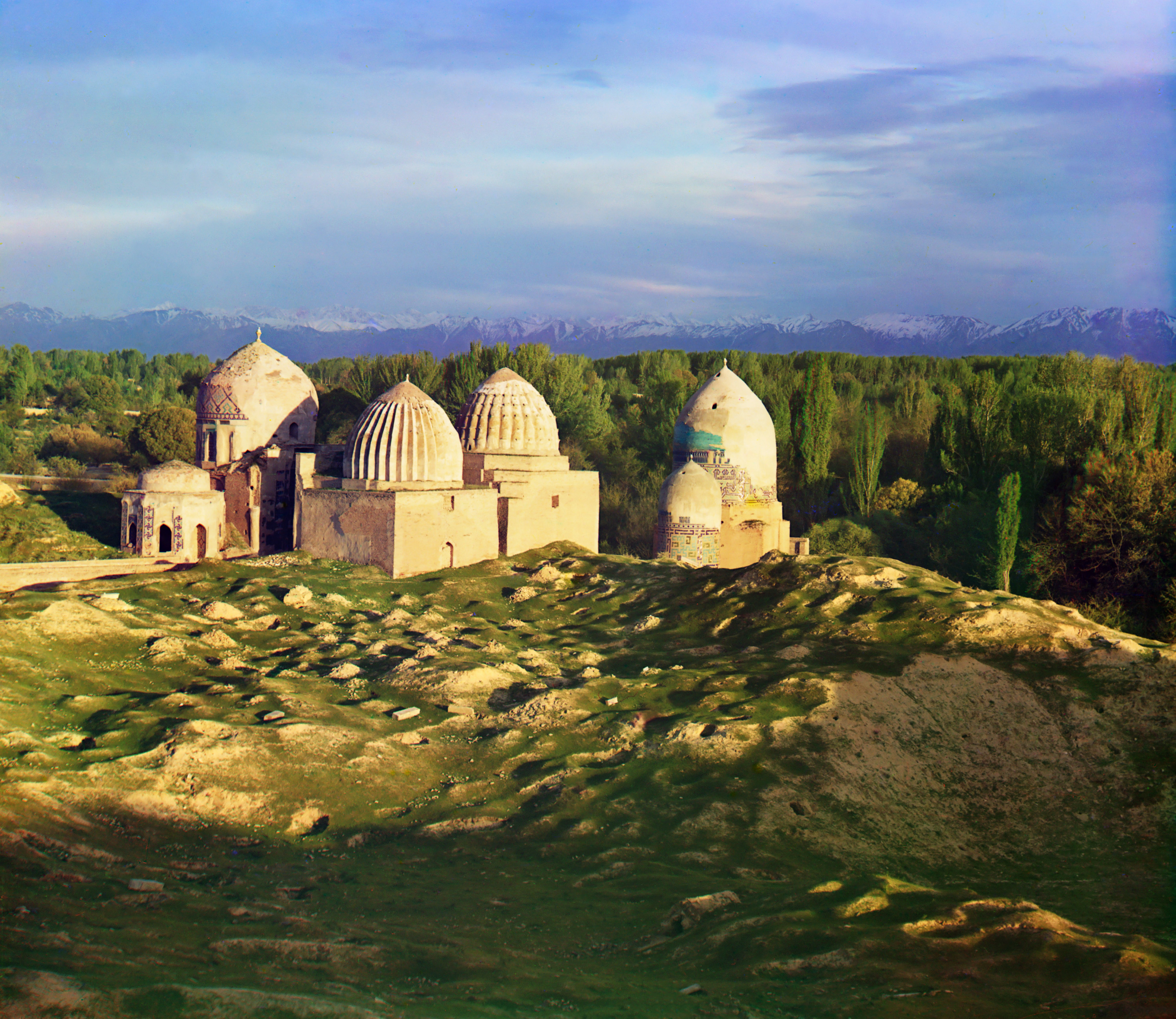
Mosquée de Samarcande

Entre-temps, Zoumourrhoud a brodé une précieuse étoffe qu'elle charge Nordine de vendre au marché pour deux cents dinars, sous condition qu'il ne la cède pas à un homme aux yeux bleus. Nourredine le promet, mais quand il voit arriver Brasoum, l'homme mentionné par Zoumourrhoud qui lui offre mille dinars, il n'hésite pas et la lui remet. L'homme suit en cachette Nourredine jusqu'à sa maison et lui demande à manger. Le bon Nourredine partage une banane et ne se rend pas compte que l'homme a saupoudré un narcotique sur sa portion..
Nordine endormi, Barsoum enlève Zoumourrhoud et l'emporte jusqu'à sa maison. Toutefois, Zoumourrhoud réussit rapidement à envoyer un message à son cher Nourredine, à présent en larmes. Le plan consiste à se rencontrer de nuit, sous les murs de la maison du bandit, et de fuir en dérobant de l'or. Nourredine s'allonge un peu aux côtés de la messagère pour la remercier, et attend la nuit, puis se dirige vers la maison du brigand. Malheureusement, il s'endort en l'attendant, et un autre qui passait par là et a volé son turban enlève Zoumourrhoud qui l'a pris pour lui. Le nouveau venu la porte au repaire de quarante voleurs et la confie à son père.

### Zoumourrhoud devient le roi Sair et Nourredine rejoint sa cour
Bien vite, Zoumourrhoud réussit, grâce à son astuce, à fuir le repaire des voleurs, et sous des vêtements masculins, se réfugie dans la ville la plus proche.
Dans cette ville, le roi vient de mourir, et ainsi, la cour, voyant Zoumourrhoud et la prenant pour un homme, l'élisent roi sous le nom Sair et lui font épouser de force une princesse.
À sa cour, Sair reçoit le marchand qui l'avait enlevée et apprend qu'avant de s'être présenté à elle, il s'était empiffré à sa table. Elle le fait crucifier sous ce prétexte. Peu après, c'est le chef des voleurs qui se présente. Il s'est comporté de la même façon et connaît le même châtiment.
Pendant ce temps, Nourredine est désespéré et ne sait que faire. Il se met en voyage et rejoint la ville où sa bien-aimée vit et porte la parure royale. Il est accueilli par deux jeunes filles, servantes de Munis, qui le lavent, le rhabillent et jouent un peu avec lui. Nourredine raconte sa triste histoire et est consolé par la bonne Munis qui lui lit des histoires aux côtés de ses servantes.

### Le rêve de Dounya
La jeune Dounya en son palais fait un rêve étrange : une colombe mâle grise est prisonnière d'une toile, et malgré ses efforts, ne réussit pas à se libérer. Quand l'oiseau est à bout de force, une colombe femelle blanche arrive et le sauve, et les deux s'envolent ensemble. Mais quand la colombe femelle se trouve à son tour prisonnière d'un filet, la colombe mâle la survole et la laisse à son destin.
Dounya interprète le rêve comme une référence claire à la trahison des hommes envers leurs femmes. Elle décide donc de ne jamais se marier, bien qu'elle soit jeune et très belle. Mais elle ne réussit pas pour autant à s'ôter de l'esprit cette vision symbolique, et ainsi, elle dessine sur de nombreuses tables son rêve, jusqu'à ce qu'elle décide de commander une grande mosaïque sur le plafond qui représente sa vision de chaque nuit.

### Le voyageur Tagi rencontre le triste Aziz

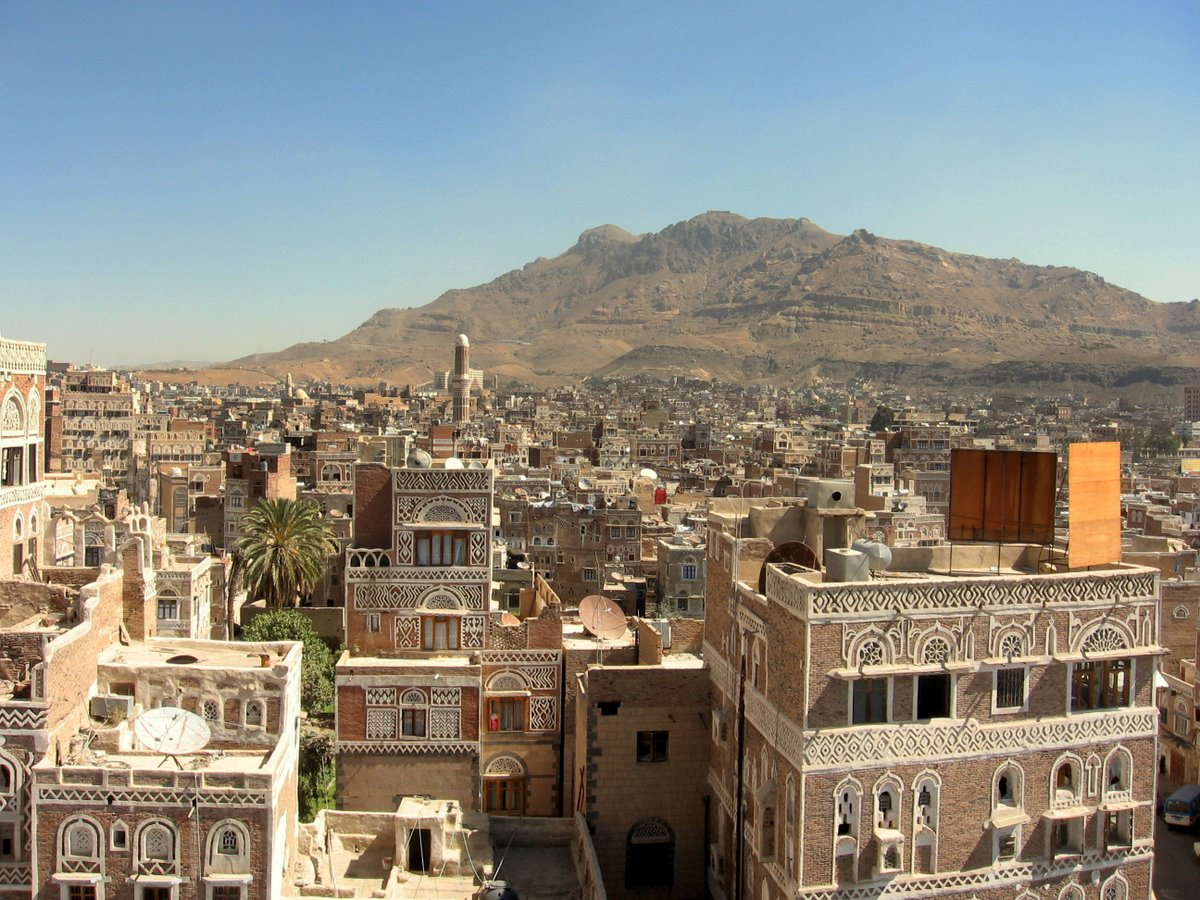
La ville de Sana'a au Yémen, où se déroule l'histoire d'Aziz et Aziza.

L'étranger Tagi rencontre sur la route un garçon nommé Aziz qui, à peine le voit-il, tente de cacher à sa vue un parchemin représentant un arbre flanqué de deux gazelles. Tagi demande à voir ce parchemin et Aziz éclate alors en larmes ; Tagi demande des explications et le jeune commence à raconter sa triste histoire.

### Aziz et Aziza
Aziz doit épouser sa cousine Aziza, mais peu avant la cérémonie, alors qu'il attend un ami, un mouchoir tombe sur Aziz, lancé par une mystérieuse jeune fille. Aziza, en pleurs, explique à Aziz, ignorant du langage de l'amour, ce que cette fille attend de lui. Aziz cherche à la revoir au même endroit en vain, et furieux, frappe Aziza en lui demandant plus d'explications. La patiente Aziza, qui a à présent perdu tout espoir, lui conseille de se rendre dans un jardin hors de la ville où est plantée une tente.
Ainsi, Aziz et cette jeune fille, Boudour (également appelée « la folle ») passent des nuits d'amour fou. Dans le même temps, Aziza devient toujours plus faible et meurt dans les larmes. Aziz découvre la mort de sa promise et Boudour lui dit de se faire prêter de l'argent pour lui construire une tombe fastueuse en marbre. Aziz ne se présente même pas aux funérailles et garde l'argent avec dans l'idée de passer sa vie avec Boudour.
Aziz, alors qu'il rentre, est conduit de force dans une maison où il est obligé d'épouser une jeune fille et d'oublier Boudour. Après un an, il est devenu père, mais n'a pas oublié sa chère Boudour et la retrouve qui l'attendait. Décidée à se venger, elle l'émascule. Il revient à la maison d'Aziza où il trouve la mère de cette dernière qui lui remet un vêtement brodé par sa fille et un parchemin avec des phrases destinées à son amour. Aziz est vaincu par les remords et éclate en sanglots.

### Tagi et Aziz se rendent dans la ville de Dounya
Une fois qu'Aziz a fini de raconter son histoire, Tagi le console et exprime le désir de connaître la princesse Dounya. Aziz l'accompagne dans une auberge où son père, le sheik, mange. Il leur conseille d'attirer son attention avec une peinture. Aziz et Tagi trouvent deux pauvres peintres : Shahzaman et Yunan et les amènent à la maison pour peindre le plafond. Tagi, resté sous le choc du récit de Dounya, essaye de représenter cette vision, avec une petite modification finale.
Alors qu'ils se mettent au travail, les deux peintres commencent à raconter à tour de rôle leurs histoires pour tuer le temps.

### L'histoire de Shahzaman

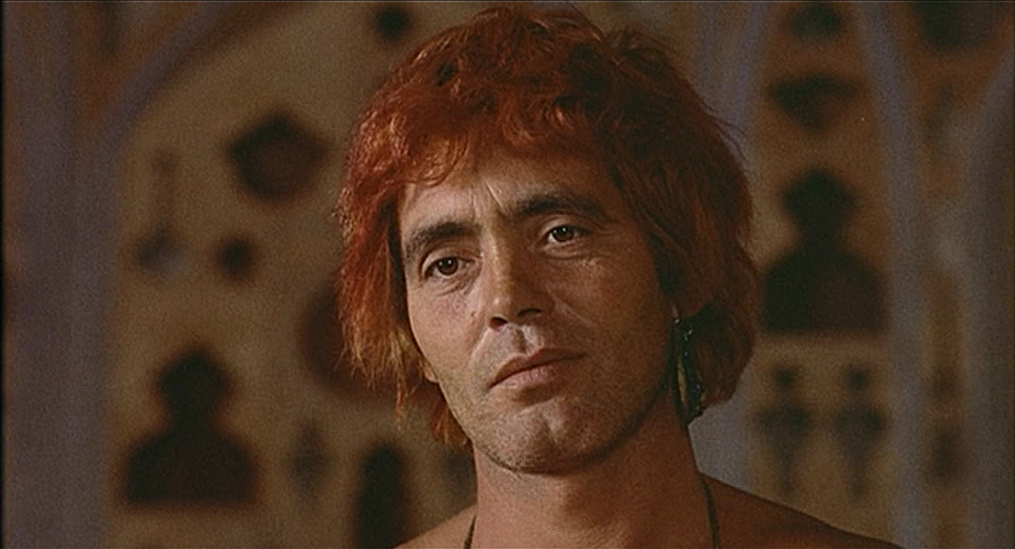
Franco Citti dans le rôle du démon.

Lors d'une bataille, Shahzaman feint d'être mort pour être épargné. Il se rend alors dans une ville où il rentre au service d'un loueur de chambres comme menuisier. Sur le chantier, il découvre une trappe secrète, qui mène à une splendide maison où une jeune princesse est tenue en captivité par un démon. Après une nuit d'amour, la jeune fille incite Shahzaman à fuir pour échapper au démon avant qu'il ne revienne.
Le démon est un être d'apparence humaine mais aux cheveux hirsutes, roux comme le feu. Près du lit de la princesse, il trouve une paire de babouches qui appartiennent à Shahzaman. Il se met alors à la poursuite du jeune homme et montre à toute la ville les chaussures du jeune homme, en demandant où il habite. Mis sur sa voie par le savetier qui lui a vendu les chaussures, le démon le ramène sur le lieu de son méfait. Pour se venger, le démon propose aux deux jeunes gens de s'entre-tuer et de laisser la liberté au survivant, mais l'amour qui les lie est trop fort. Le diable passe sa rage sur la jeune fille en lui coupant d'abord les mains, puis les pieds, et enfin la tête, après quoi il porte le garçon dans le désert et le change en chimpanzé.
Le chimpanzé est capturé par un groupe de voyageurs qui songent à écrire leurs mémoires. Shahzaman, pour se faire remarquer, prend une feuille et commence à écrire. Le message voyage de la péninsule arabique jusqu'à la lointaine Inde, où le roi veut convoquer l'auteur d'une calligraphie aussi parfaite. Le singe est porté en triomphe à travers la ville jusqu'à la cour, où la fille du souverain reconnaît en lui la victime de la malédiction jetée par un diable. Elle lui fait reprendre son apparence normale en se sacrifiant elle-même. Shahzaman est bouleversé par un tel acte d'amour et demande au souverain à rentrer chez lui.

### L'histoire de Yunan
Yunan est le rejeton d'un noble indien, jamais sorti de son palais et totalement ignorant du sens de la vie. Un jour, un vieil ermite arrive en bateau et annonce qu'il va mourir à un jeune esclave, auquel il demande de récupérer son corps et sa noble tunique pour la donner au premier qui la demandera. De son côté, Yunan  part à la découverte du monde, mais fait vite naufrage. Il se perd dans une petite île proche de ses terres où il découvre un cavalier qui lance une malédiction sur ces terres.
Sur un conseil divin, Yunan prend une flèche et frappe à mort le cavalier. Il descend vers la plage où il trouve une entrée secrète vers une chambre habitée par un roi de quinze ans. Le roi lui demande de ne pas le tuer ; en effet, une cruelle prophétie lui a appris que le premier arrivé sur l'île lui aurait fait du mal. Le bon Yunan le console et va même jusqu'à se baigner en jouant avec le garçon. Mais le jour suivant, alors que le jeune dort encore, Yunan, somnambule, sort son poignard et le frappe dans le dos. En se réveillant, horrifié par son geste, il sort en courant vers la plage où il trouve des hommes qui transportent dans une caisse un cadavre et ses vêtements. Yunan partage leur bateau pour revenir dans ses terres et une fois arrivé, endosse les vêtements du mort, accomplissant ainsi la prophétie de l'ermite.

### L'arrivée de Dounya
Lorsque Shahzaman et Yunan ont fini de raconter leurs histoires, le plafond est terminé et ils s'en vont poursuivre leur chemin après avoir été payés.
Tagi trouve Dounya dans le jardin du palais et lui propose de venir pour lui montrer le dessin. Dounya reste extasiée par la beauté de l'œuvre et Tagi lui explique qu'il a ajouté un détail : l'arrivée d'un faucon qui tue la colombe mâle. Dounya comprend le sens du symbole et fuit, mais revient ensuite lorsqu'elle comprend être tombée amoureuse de Tagi.

### Nourredine retrouve sa Zoumourrhoud
Une fois l'histoire de Mounis terminée, le triste Nourredine est convoqué par le roi Sair dans sa chambre. Il ne sait pas ce que le roi lui veut, mais décide d'obéir pour ne pas le contrarier. Lorsqu'il arrive dans la chambre du roi, Zoumourrhoud lui demande s'il la reconnaît ou s'il l'a jamais connue. Nourredine ne sait quoi lui répondre et Zoumourrhoud l'invite alors à se déshabiller et à s'allonger sur le lit nuptial, avant de se déshabiller elle aussi en lui révélant sa véritable identité. Nourredine, heureux, étreint Zoumourrhoud.

## Fiche technique
Sauf indication contraire, les informations mentionnées dans cette section peuvent être confirmées par la base de données cinématographiques Unifrance,  présente dans la section « Liens externes ».
- Titre français : Les Mille et Une Nuits
- Titre original : Il fiore delle Mille e una notte (litt. « la fleur[2] des mille et une nuits »)
- Réalisation : Pier Paolo Pasolini
- Scénario : Pier Paolo Pasolini et Dacia Maraini
- Production : Alberto Grimaldi
- Musique : Ennio Morricone
- Photographie : Giuseppe Ruzzolini
- Montage : Nino Baragli et Tatiana Casini Morigi
- Décors : Dante Ferretti
- Costumes : Danilo Donati
- Pays de production :  Italie -  France
- Langue de tournage : Italien
- Format : couleur - 1,85:1 - son mono - 35 mm
- Genre : conte, aventures, érotique
- Durée : 155 minutes
- Date de sortie : 
  - Italie : 20 juin 1974
  - France : 14 août 1974
- Mention :
  - France : Interdit aux moins de 16 ans

## Distribution
- Ninetto Davoli : Aziz
- Franco Citti : le démon
- Franco Merli : Nourredine
- Tessa Bouché : Aziza
- Ines Pellegrini : Zoumourrhoud
- Margareth Clementi : la mère d'Aziz
- Luigina Rocchi (it) : Boudour
- Francesco Paolo Governale : le prince Tagi
- Zeudi Biasolo : Zeudi
- Elisabetta Genovese : Mounis
- Alberto Argentino : le prince Shahzmah
- Salvatore Sapienza : le prince Yunàn
- Barbara Grandi : la femme
- Gioacchino Castellini : roturier
- Abadit Ghidei : la princesse Dounya
- Salvatore Verdetti : Barsum
- Fessazion Gherentiel : Berhame (Hasan)
- Luigi Antonio Guerra
- Francelise Noel
- Christian Alegny
- Jocelyne Munchenbach
- Jeanne Gauffin Mathieu
- Franca Sciutto (it)

## Production

### Scénario
Il y a une différence sensible entre le scénario écrit et la forme définitive du film, avec un changement radical de la structure globale. Le scénario original est construit sur une structure très rigide, divisé en trois actes (Premier temps, Intermède, Second temps), chacun à son tour divisé en quatre parties, avec une ossature forte constituée d'éléments de raccord et d'homogénéisation entre les histoires choisies par Pasolini parmi les contes des Mille et Une Nuits. Le même matériel narratif apparaît en revanche dans le film sous une forme rhapsodique, continue, fluide.
| Scénario | Film |
| --- | --- |
| - Premier temps - Prologue - Vision de Mohamed (histoire d'Abou Nuwas) - Vision d'Ahmed (histoire de la reine Zobeida) - Vision de Nourredine (histoire du roi Haroun et de la reine Zobeida, de Hasan et de Sitt la Belle) - Vision d'Ali (histoire de Dounya et Tagi, qui contient aussi celles d'Aziz et Aziza et de Shahriyar, Shahzaman et Yunan) - Intermède - Prologue (cadavre du bossu tué quatre fois) - Histoire du marieur chrétien (Baqbaq) - Histoire du cuisinier musulman (Quffa) - Histoire du médecin juif (Al-Baqbouq) - Histoire du tailleur chinois (Dalila) - Second temps - Prologue (l'auteur du film rencontre les jeunes) - Histoire de Nourredine et Zoumourrhoud - Baiser de Nourredine - Baiser de Mohamed - Baiser d'Ahmed - Baiser d'Ali | - Nourredine et Zoumourrhoud - Le poète Sioum et les trois jeunes (lecture) - Le roi Haroun, la reine Zeudi et le jeune couple (lecture) - Mounis raconte à Nourredine l'histoire de Dounya et Tagi - Tagi rencontre Aziz qui raconte son histoire avec Aziza - Tagi écoute le récit des moines Shahzaman et Yunan - Nourredine et Zoumourrhoud se retrouvent |

Le scénario prévu à l'origine s'ouvre sur un prologue situé dans Le Caire moderne, dans lequel quatre jeunes garçons se masturbent à ciel ouvert et ont des « visions » qui correspondent à des récits et fragments de nouvelles. Dans l'intermède, quatre personnages (un tailleur, un médecin, un cuisinier et un marieur) croient tous être responsables de la mort de la même personne, un bossu. Ils racontent chacun à leur tour une histoire pour chercher à divertir le sultan et éviter la condamnation à mort. Dans le second temps, Pasolini entre en scène ; dans les épisodes précédents de la Trilogie de la vie, il interprétait au contraire des personnages comme l'élève de Giotto ou Chaucer, ici il est au contraire dans son propre rôle, et, dans une revendication explicite de son homosexualité, embrasse l'un après l'autre les quatre garçons du prologue, provoquant à chaque fois une « vision » qui est un bout de l'histoire de Nourredine et de Zoumourrhoud.
On ne retrouve pas dans le scénario une des scènes les plus célèbres du film, celle où Aziz déflore Boudour à l'aide d'une flèche en forme de phallus, une scène probablement ajoutée pendant les reprises.
Dans le passage du scénario au film proprement dit, Pasolini en change complètement la structure, « conquérant une légèreté fabuleuse suggérant la structure de façon extraordinaire », en réussissant à rendre « la dimension plurielle et polyphonique de la fable onirique ». Le prologue moderne et l'intermède sont complètement éliminés, le récit de Nourredine et Zoumourhoud devient le récit principal pour tout le film et non plus seulement le second temps, d'où partent des récits emboîtés en poupées russes.
Toujours dans le cadre de la recherche de la « légèreté », il y a aussi l'élimination de la présence physique et symbolique du caméo de Pasolini, qui aurait constitué une « revendication redondante de son homosexualité ». De la même façon, Pasolini comptait également sourire en élevant le poing et dire :

« Je suis communiste, et dans la vie je suis avec les ouvriers qui luttent pour leur liberté et leurs droits. Mais je ne peux pas pour autant renoncer à ma liberté et à mon droit de raconter des fables (...) et en racontant mes fables libres, je ne veux pas seulement scandaliser les petits bourgeois, mais également les petits-bourgeois communistes (...) les jeunes de gauche qui désapprouvent le sexe sont les enfants des vieux de droite qui le désapprouvent aussi (...) Il faut avoir la liberté de raconter des histoires politiques, non pas l'obligation de raconter des histoires politiques ! »

ce qui aurait constitué une « déclaration de foi et d'hérésie à deux balles » selon Gianni Canova.

### Tournage
Le voyage est un leitmotiv du film : toutes les histoires commencent par un voyage ou comportent des voyageurs. Pour l'équipe du film aussi, la réalisation a été un voyage : le film a été tourné dans les déserts de l'Érythrée et du Yémen, ainsi qu'au Népal, à Ispahan, en Inde, et aux studios Laparo Film de Rome.

### Doublage
Pier Paolo Pasolini s'est rendu à Lecce et à Calimera à la recherche de doubleurs, car il voyait dans la langue de Lecce une langue populaire pas encore récupérée par la comédie à l'italienne.

## Accueil
Le film a été accueilli de façon assez tiède par le public, si l'on compare au Décaméron et aux Contes de Canterbury, avec des recettes bien inférieures, bien qu'il s'agisse de l'opus le plus ambitieux de la Trilogie de la vie.
Il a en revanche emporté le grand prix spécial du jury au Festival de Cannes 1974,.